# Copa da Escócia de 1895–96
A Copa da Escócia de 1895-96 foi a 23º edição do torneio mais antigo do futebol da Escócia. O campeão foi o Heart of Midlothian F.C, que conquistou seu 2º título na história da competição ao vencer a final contra o Hibernian F.C., pelo placar de 3 a 1.

## Premiação
| Copa da Escócia de 1895-96                  |
| Escócia                                     |
| ------------------------------------------- |
| Heart of Midlothian F.C Campeão (2º título) |